# Chetia mola
Chetia mola är en fiskart som beskrevs av Eugene K. Balon och Stewart, 1983. Chetia mola ingår i släktet Chetia och familjen Cichlidae. IUCN kategoriserar arten globalt som starkt hotad. Inga underarter finns listade i Catalogue of Life.